# 海賊：鬼怪的旗幟
《海賊：鬼怪的旗幟》（：／），是一部2022年上映的韓國時代冒險片，為2014年電影《海賊：汪洋爭霸》的續集，但人物及故事皆為全新設定，講述一群為了成為消失的王室寶物的主人，而聚集在海上的義賊與海盜們的壯闊冒險故事。本片由《吝啬罗曼史》、《侦探：开端》的導演金正勳執導，千成日編劇，姜河那、韓孝周、李光洙及權相佑主演。
《海賊：鬼怪的旗幟》是Netflix投資拍攝且向全世界發行的第一部韓國電影，2022年3月，透過Netflix在全球190多個國家同步上映。

## 演員陣容

### 主要人物
- 姜河那 飾演 禹武治，自稱高麗第一劍的義賊團頭目。
- 韓孝周 飾演 海浪，平定大海的海盜團主。
- 李光洙 飾演 小漠，希望成為海盜王。
- 權相佑 飾演 夫興洙，覬覦寶藏與海盜團對立的逆賊。

### 海盜
- 朴智焕 飾演 阿貴，跟隨海浪的鐵拳男。
- 蔡秀彬 飾演 海琴，天生的詐騙犯少女。
- 世勳 飾演 韓弓，百發百中的名射手。
- 金基斗 飾演 海鰻

### 義賊
- 金盛吳 飾演 姜燮，禹武治的左右手。

### 其他人物
- 朴勳 飾演 忙初，夫興洙的左右手。
- 韓在英 飾演 李芳遠，朝鮮太宗。
- 李正賢 飾演 櫻桃
- 宋侑河 飾演 姜治
- 朴成日 飾演 老士兵
- 李佳京 飾演 茶人
- 金漢俊 飾演 傳令兵
- 鄭東根 飾演 海藻

### 特別出演
- 金相慶 飾演 朱芳將軍
- 成東鎰 飾演 崔氏富商
- 金基邦 飾演 日本頭目

## 發展
2018年12月，宣佈製作《海賊：汪洋爭霸》的續集。該片由金正勳執導，原定金南佶和孫藝真回歸出演，並預計於2019年6月開始拍攝。2019年3月，柳海真因行程衝突確認不會回歸出演續集，故由李光洙加盟飾演金南佶的左右手。2019年5月，金南佶因拍攝電視劇《热血司祭》受傷而辭演，製作方耗時6個月進行劇本修改和演員選角，後續以全新角色重啟故事。2020年3月發佈由姜河那和韓孝周主演，權相佑亦加盟演出。2020年4月，蔡秀彬加盟演員陣容。2020年6月，吳世勳、金盛吳和朴智焕加盟演員陣容。2020年9月，宣佈成東鎰將特別出演該片。
本片原定2021年中秋節上映，受到韓國疫情影響延期。2021年10月29日，宣佈定檔於2022年春節期間正式上映。
2022年1月26日韓國正式上映，儘管疫情再度升溫，仍連續14天穩坐票房冠軍，成為韓國2022年首部觀影突破百萬人次票房的電影。《海賊：鬼怪的旗幟》是Netflix投資且向全世界發行的第一部韓國電影內容，3月2日起，通過Netflix在全球190多個國家同步上映，提供31種語言字幕和8種語言配音版本。

## 相關節目
2021年8月，韓國媒體報導，電影《海賊：鬼怪的旗幟》主演姜河那、韓孝周、李光洙、權相佑、蔡秀彬、吳世勳、金盛吳、朴智焕及金基斗等演員已結束tvN綜藝節目《帶輪子的家》特別篇《借給你帶輪子的家》的拍攝行程，演員們向節目固定出演者成东镒、金熙元借鑰匙，在沒有主人的家裡進行兩天一夜的戶外生活。《借給你帶輪子的家》總計3集，於2021年9月13日至9月27日播出。

## 外部連結
- NAVER電影 - 海賊：鬼怪的旗幟 （页面存档备份，存于）
- Daum電影 - 海賊：鬼怪的旗幟 （页面存档备份，存于）
- Movist - 海賊：鬼怪的旗幟